# Mátraderecske
Mátraderecske là một thị trấn thuộc hạt Heves, Hungary. Thị trấn này có diện tích 13,99 km², dân số năm 2010 là 1933 người, mật độ 138 người/km².